# 8e cérémonie des Grammy Awards
La 8e cérémonie annuelle des Grammy Awards a eu lieu le 15 mars 1966.

## Palmarès
| Prix                                                                              | Artiste                          | Titre                                                  |
| --------------------------------------------------------------------------------- | -------------------------------- | ------------------------------------------------------ |
| Enregistrement de l'année                                                         | Herb Alpert et The Tijuana Brass | A Taste Of Honey                                       |
| Album de l'année                                                                  | Frank Sinatra                    | September of My Years                                  |
| Album Of The Year - Classical                                                     |                                  |                                                        |
| Chanson de l'année                                                                | Tony Bennett                     | The Shadow Of Your Smile (Love Theme de The Sandpiper) |
| Best Vocal Performance, Female                                                    |                                  |                                                        |
| Best Vocal Performance, Male                                                      |                                  |                                                        |
| Best Instrumental Performance, Non-Jazz                                           |                                  |                                                        |
| Best Performance By A Vocal Group                                                 |                                  |                                                        |
| Best Performance By A Chorus                                                      |                                  |                                                        |
| Best Original Score Written For A Motion Picture Or Television Show               |                                  |                                                        |
| Best Score From An Original Cast Show Album                                       |                                  |                                                        |
| Best Comedy Performance                                                           |                                  |                                                        |
| Best Spoken Word Or Drama Recording                                               |                                  |                                                        |
| Best New Artist                                                                   |                                  |                                                        |
| Best Recording For Children                                                       |                                  |                                                        |
| Best Album Notes                                                                  |                                  |                                                        |
| Best Instrumental Jazz Performance - Small Group Or Soloist With Small Group      |                                  |                                                        |
| Best Instrumental Jazz Performance - Large Group Or Soloist With Large Group      |                                  |                                                        |
| Best Original Jazz Composition                                                    |                                  |                                                        |
| Best Instrumental Arrangement                                                     |                                  |                                                        |
| Best Arrangement Accompanying A Vocalist Or Instrumentalist                       |                                  |                                                        |
| Best Contemporary (R&R) Single                                                    |                                  |                                                        |
| Best Contemporary (R&R) Vocal Performance, Female                                 |                                  |                                                        |
| Best Contemporary (R&R) Vocal Performance - Male                                  |                                  |                                                        |
| Best Contemporary (R&R) Performance - Group (Vocal Or Instrumental)               |                                  |                                                        |
| Best Rhythm & Blues Recording                                                     |                                  |                                                        |
| Best Folk Recording                                                               |                                  |                                                        |
| Best Gospel Or Other Religious Recording (Musical)                                |                                  |                                                        |
| Best Country & Western Single                                                     |                                  |                                                        |
| Best Country & Western Album                                                      |                                  |                                                        |
| Best Country & Western Vocal Performance - Female                                 |                                  |                                                        |
| Best Country & Western Vocal Performance - Male                                   |                                  |                                                        |
| Best Country & Western Song                                                       |                                  |                                                        |
| Best New Country & Western Artist                                                 |                                  |                                                        |
| Best Engineered Recording - Non-Classical                                         |                                  |                                                        |
| Best Engineered Recording, Classical                                              |                                  |                                                        |
| Best Album Cover - Photography                                                    |                                  |                                                        |
| Best Album Cover - Graphic Arts                                                   |                                  |                                                        |
| Best Classical Performance - Orchestra                                            |                                  |                                                        |
| Best Classical Chamber Music Performance - Instrumental Or Vocal                  |                                  |                                                        |
| Best Classical Performance - Instrumental Soloist Or Soloists (With Orchestra)    |                                  |                                                        |
| Best Classical Performance - Instrumental Soloist Or Soloists (Without Orchestra) |                                  |                                                        |
| Best Opera Recording                                                              |                                  |                                                        |
| Best Classical Choral Performance (Other Than Opera)                              |                                  |                                                        |
| Best Classical Vocal Soloist Performance                                          |                                  |                                                        |
| Best Classical Contemporary Composition                                           |                                  |                                                        |
| Most Promising New Classical Recording Artist                                     |                                  |                                                        |